# Козлёнков, Анатолий Владимирович
Анатолий Владимирович Козленков — советский военнослужащий, участник Великой Отечественной войны, снайпер 463-го стрелкового полка (118-я стрелковая дивизия, 5-я гвардейская армия, 1-й Украинский фронт) сержант. Полный кавалер ордена Славы.

## Биография
Анатолий Владимирович Козленков родился в крестьянской семье в Столбово Глодненской волости Дмитровского уезда Орловской губернии (в настоящее время Брасовский район Брянской области). В 1935 году переехал на Украину в село Коньково Тельмановского района Сталинской области (в настоящее время Донецкая область). Там окончил 10 классов школы.
В 1943 году Тельмановским райвоенкоматом был призван в ряды Красной армии. С сентября того же года на фронтах Великой Отечественной войны. С сентября 1943 года по март 1944 года на 4-м Украинском фронте, с марта по июнь 1944 года на 3-м Украинском и с июня на 1-м Украинском.
16 октября красноармеец Козленков у села Данило-Ивановка Мелитопольского района Запорожской области увлёк бойцов за собой в атаку. В бою им было уничтожено 7 солдат противника. 26 октября 1943 года приказом по полку он был награждён медалью «За отвагу».
13 — 18 августа 1944 года во время боёв в Свентокшиском воеводстве в районе населённых пунктов Зборув, Борек и Метель-Вуйчаньский гвардии сержант Козленков огнём снайперской винтовки вывел из строя расчёт пулемёта и уничтожил 9 солдат противника.
17 августа 1944 года во время боя за село Метель-Вуйчаньский он, умело используя складки местности, выдвинулся вперед боевых порядков и метким огнём снайперской винтовки снял с бронетранспортёра 4 автоматчиков противника. Был ранен, но с поля боя не уходил и участвовал в отражении двух контратак противника. Приказом по дивизии от 21 августа 1944 года он был награждён орденом Славы 3-й степени.
В период с 22 сентября по 28 октября 1944 года в районе села Бехув, умело используя местность, снайпер Козленков выдвигался впереди боевых порядков пехоты и уничтожил 17 солдат противника, в том числе 2-х наблюдателей и радиста с рацией, разбив её выстрелом из винтовки. Приказом по 5-й гвардейской армии от 20 декабря 1944 года он был награждён орденом Славы 2-й степени.
Козленков из снайперской винтовки в бою 21 — 22 февраля 1945 года за населённый пункт Тарнау (в настоящее время Тарнава, Польша) в 33 км к юго-западу от Бреслау (в настоящее время Вроцлав) уничтожил 15 солдат противника. Был ранен, но остался в строю. Указом Президиума Верховного Совета СССР от 29 июня 1945 года он был награждён орденом Славы 1 степени.
Всего за время Великой Отечественной войны снайпер Козленков уничтожил 194 солдата и офицера противника и вошёл в список самых результативных снайперов.
В 1950 году Анатолий Владимирович Козленков закончил Харьковское танковое училище и продолжал нести службу в Советской армии. По состоянию здоровья (сказались фронтовые ранения и контузии) в 1960 году он в звании капитана ушёл в запас. Жил в Одессе, работал в Одесском филиале проектно-конструкторского НИИ стекольного машиностроения.
6 апреля 1985 года в порядке массового награждения участников войны был награждён орденом Отечественной войны 1-й степени.
Скончался Анатолий Владимирович Козленков 31 марта 1987 года.